# Šaukotas
Šaukotas is een plaats in het Litouwse district Šiauliai. De plaats telt 583 inwoners (2001).